# Spanish Fly (инструментал)
Spanish Fly (с англ. — «Испанская Муха») — песня Американской хард-рок группы Van Halen, седьмой трек с альбома Van Halen II.

## О песне
Это инструментальное соло, исполняемое Эдди Ван Халеном на акустической гитаре с нейлоновыми струнами, за исключением ворчания в начале трека, вероятно, из собственных уст Эдди. Продолжительность песни составляет всего минуту. Трек был воспринят как критиками, так и поклонниками как продолжение электрогитарного инструментала Eruption с первого альбома группы Van Halen, выпущенного в 1978 году. Можно сказать, что "Spanish Fly" была ответом Эдди любому, кто сомневался в его мастерстве гитариста или сомневался в том, что он действительно играл гитарное соло "Eruption" на Van Halen I, а не полагался на студийные звуковые эффекты или машины для создания звуков. Эдди почти всегда исполняет часть песни на концертах группы во время своего собственного гитарного соло.
Трек воспроизводится за один дубль с помощью медиатора, а не в стиле пальца. Он расширяет многие методы, используемые в "Eruption", такие как тремоло и тэппинг. Многие гитаристы заявляли, что это более сложное и техническое произведение, чем "Eruption". Гитарист Стив Вай, как известно, говорит, что "Spanish Fly" — его любимая песня Van Halen.

## Участники записи
- Эдди Ван Хален — акустическая гитара с нейлоновыми струнами